# Пухов, Владимир Игнатьевич
Владимир Игнатьевич Пухов (род. 11 июля 1964, Серов, Свердловская область) — уральский банкир, председатель правления ОАО «СКБ-банк» с 2006 года по январь 2014 года.

## Биография

### Детство и юность
Родился в 1964 году в крупном промышленном городе Серове на севере Свердловской области. Отец, Игнатий Павлович Пухов, работал машинистом на железнодорожной станции Серов, а после на металлургическом заводе. Мать, Анфиса Михайловна Пухова, заслуженный строитель РСФСР, 43 года проработала в тресте «Серовстальстрой».
Учился в школе № 14 родного города. После восьмого класса продолжил обучение в техникуме. Окончив его с красным дипломом, Владимир Пухов без экзаменов поступил на металлургический факультет Уральского политехнического института им. С. М. Кирова (ныне Уральский федеральный университет им Б. Н. Ельцина). Три года был командиром строительного отряда «Антей».
После выпуска в 1985 году был направлен по распределению в город Алапаевск Свердловской области. Работал технологом на Новоалапаевском металлургическом заводе, курировал строительство цеха по переработке лома. В начале 90-х государственное финансирование строительства было прекращено, и Владимир занялся с отцом малым предпринимательством.

### Карьера в Уралвнешторгбанке
В 1993 году Владимир Пухов пришёл работать в ОАО «Уралвнешторгбанк». Начал карьеру с рядовой операционной должности. Занимался валютно-обменными операциями, принимал вклады населения. Уже работая в банковской сфере, с красным дипломом окончил Уральский государственный экономический университет (УрГЭУ) по специальности «финансы и кредит». Его аналитические и новаторские способности были замечены руководством Уралвнешторгбанка, и вскоре Пухова пригласили работать в аналитическое подразделение в головном офисе.
За 12 лет работы в Уралвнешторгбанке Владимир Пухов прошёл путь от рядового операциониста до руководителя, который осуществлял контроль за всеми финансовыми и бюджетными процессами банка, участвовал в планировании деятельности, формировании стратегии и тарифной политики кредитной организации.

### Карьера в СКБ-банке
В СКБ-банк Владимир Пухов пришел в ноябре 2004 года. Начав с должности начальника управления стратегического развития, вскоре был назначен зампредом кредитной организации.
Возглавив СКБ-банк, Пухов заявил о перепозиционировании банка на рынке, выбрав розничное направление своим стратегическим приоритетом. Одновременно банк начал активное развитие сети филиалов и точек продаж, в том числе за пределами Свердловской области. Только за 2005 год СКБ-банк увеличил объёмы бизнеса вдвое с 6 млрд рублей до 12,1 млрд рублей. В 2006 году Владимир Пухов стал председателем правления СКБ-банка и занимал этот пост по январь 2014 года.
Особенно показательным были годы кризиса с 2008 по 2010 год. На фоне неустойчивости банковской системы России, СКБ-банк был одним из тех игроков, кто сумел своевременно выстроить грамотное планирование ликвидности и обеспечить стопроцентное выполнение обязательств перед вкладчиками. Это стало ключевым фактором для притока вкладов в банк уже в конце 2008 года. В 2009 году, когда вся российская банковская система выросла лишь на 4 %, СКБ-банк продемонстрировал рост на 50 %.
За период работы Пухова банк продемонстрировал уверенный рост. С 2004 года активы выросли в одиннадцать раз с 10 до 112 миллиардов рублей, а кредитный портфель с 6 до 81 миллиарда рублей. Средства вкладчиков выросли с 4 до 47 миллиардов рублей, выведя банк на первое место в Свердловской области по величине собственного капитала и второе место в УрФО. Для сравнения по данным «РБК.Рейтинг» на 1 января 2005 г. СКБ-Банк занимал 129 место по величине чистых активов и 133 в топ-1000 прибыльных банков на 2005 год, на 1 января 2012 года СКБ-Банк занял 39 место и 50 место в сотне крупнейших банков России том же рейтинге.
К октябрю 2013 года объём нетто-активов СКБ-банка составил 124 млрд рублей, а величина капитала банка превысила отметку 15,6 млрд руб.
Портфель кредитов населению на 1 октября 2013 превысил 69 млрд рублей. Портфель кредитов малому бизнесу на 1 октября 2013 года составил 24,8 млрд рублей.
СКБ-банк обладает статусом федерального банка — присутствует во всех федеральных округах РФ. Головной офис СКБ-банка находится в Екатеринбурге. География присутствия (на 1 января 2013 года) — свыше 200 его подразделений на территории более 52 региона России от Мурманска до Черкесска с севера на юг и от Калининграда до Петропавловска-Камчатского с запада на восток.

### Жизненная позиция
С приходом Владимира Пухова СКБ-банк изменил не только своё позиционирование на рынке, но и маркетинговую политику. Таким образом, став один из немногих банков, кто не побоялся построить рекламную кампанию на юморе. Нашумевшие на всю страну рекламные кампании с «капустой», «бабками», плакатами советских времён и «человеком из народа» Сергеем Гармашом были реализованы по его инициативе.

Юмор — это хорошо для любого жителя этой планеты. Жить с улыбкой значительно легче и приятнее, чем без неё. Я давно пришел к выводу, что люди охотнее пойдут к тому, кто улыбается, чем к тому, кто хмурится и надувает щеки. Своей рекламой мы говорим: приходите к нам — мы зарядим вас хорошим настроением. Но это никак не относится к деньгам: с ними мы работаем серьёзно. — Владимир Пухов.

### Награды
- В 2010 году награждён почётным знаком «Россия» Ассоциации региональных банков России.
- В 2011 года вошёл в сотню самых влиятельных персон в сфере финансов по версии журнала «Деловой квартал» и удостоился премии «Человек года» в номинации «Банкир года».[6][7]

## Личная жизнь

### Семья
Женат на Екатерине Пуховой, воспитывает дочь Анну и сына Романа. Анна работает в Праге, сын Роман учится в Сингапуре.

### Увлечения
В детстве посещал хоровую студию «Гайдаровцы», а в школе «сколотил» с друзьями вокально-инструментальную группу, играл на гитаре и ударных, выступал на школьных дискотеках. Во время учёбы в УПИ участвовал в студенческой самодеятельности. В кругу семьи и друзей играет на гитаре до сих пор.
Сейчас свободное время Владимир Пухов посвящает семье и строительству загородного дома.